# Crossarchus alexandri
Cầy mangut lùn Alexander (Crossarchus alexandri) là một loài họ Cầy lỏn có nguồn gốc từ rừng nhiệt đới Trung Phi lên đến độ cao 2.900 m.
Nó có chiều dài cơ thể từ 30 đến 45 cm và nặng từ 0,45 đến 1,4 kg. Đuôi của nó dài 15–25 cm.
Nó ăn sâu bọ, động vật gặm nhấm nhỏ, bò sát nhỏ, cua và một số loại trái cây. Nó có thể đẻ 2 đến 3 lứa (2 đến 4 con mỗi lứa) con non mỗi năm sau thời gian mang thai 8 tuần. Con non cai sữa lúc 3 tuần tuổi và thành thục sinh dục lúc 9 tháng tuổi.